# 对叶车前
对叶车前（学名：Plantago arenaria）为车前科车前属下的一个种。

## 扩展阅读
維基物種上的相關：对叶车前